# Staatliches Zentrum für Gegenwartskunst

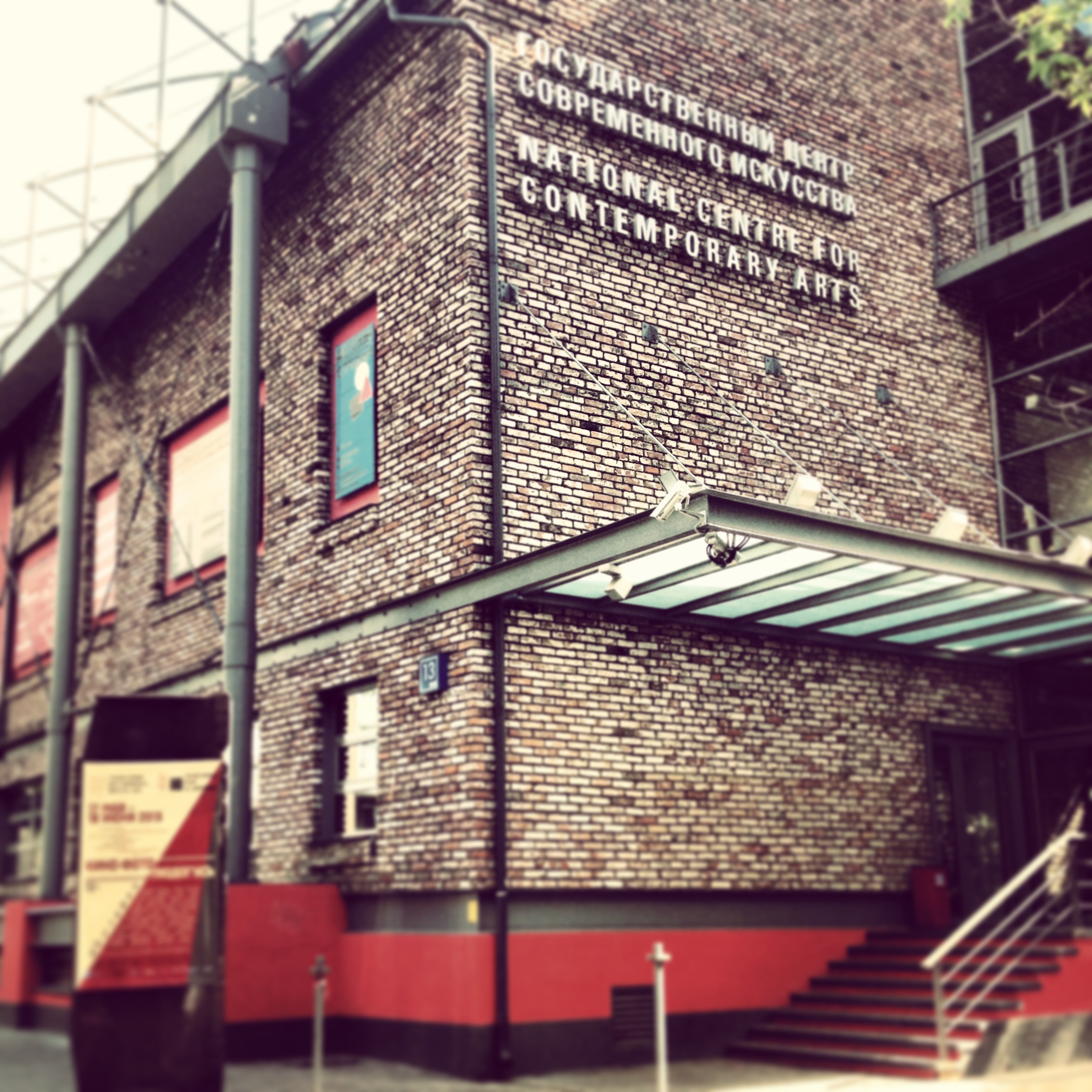
Staatliches Zentrum für Gegenwartskunst (2013)

Das Staatliche Zentrum für Gegenwartskunst (russisch Государственный центр современного искусства,  Gossudarstwenny zentr sowremennowo iskusstwa, abgekürzt ГЦСИ, englisch National Centre for Contemporary Arts (NCCA)) ist eine Organisation, deren Tätigkeit auf die Entwicklung der modernen russischen Kunst im Zusammenhang mit dem weltweiten künstlerischen Schaffensprozess gerichtet ist. Sie kümmert sich um die Bildung und Ausführung von Programmen und Projekten auf dem Gebiet der Gegenwartskunst, der Architektur und des Designs in Russland und im Ausland.
Das Zentrum wurde im Jahr 1992 vom Ministerium der Kultur der Russischen Föderation gegründet. Es befindet sich in Moskau in der Soologitscheskaja ulica, Haus 13, Bau 2, und hat Zweigstellen in Jekaterinburg, Kaliningrad, Nischni Nowgorod und Sankt Petersburg. Zusammen mit dem Ministerium der Kultur richtet das Zentrum alljährlich den Wettbewerb Инновация (Innowazija) auf dem Gebiet der modernen bildenden Kunst sowie die Moskauer Internationale Biennale der jungen Kunst Стой! Кто идёт? (Bleib stehen! Wer geht?) aus.